# Lande (rivière de l'Ardèche)
Pour les articles homonymes, voir Lande.
La Lande est un affluent gauche de la rivière Ligne, qui coule dans le département de l'Ardèche, dans la région Auvergne-Rhône-Alpes.

## Parcours
De 20,47 km de longueur, elle prend sa source sur la commune de Lentillères. Après avoir traversé une vallée délimitant les communes de Chazeaux, Ailhon, Vinezac et Chassiers, elle se jette dans la Ligne sur les limites communales de Chauzon et Uzer.
Comme beaucoup de cours d'eau du département de l'Ardèche, la Lande a un débit torrentiel et peut avoir des crues aussi brutales que dévastatrices.

## Affluents
- Le ruisseau des Alobres venant de Lachapelle-sous-Aubenas se jette dans la Lande à Uzer[3].

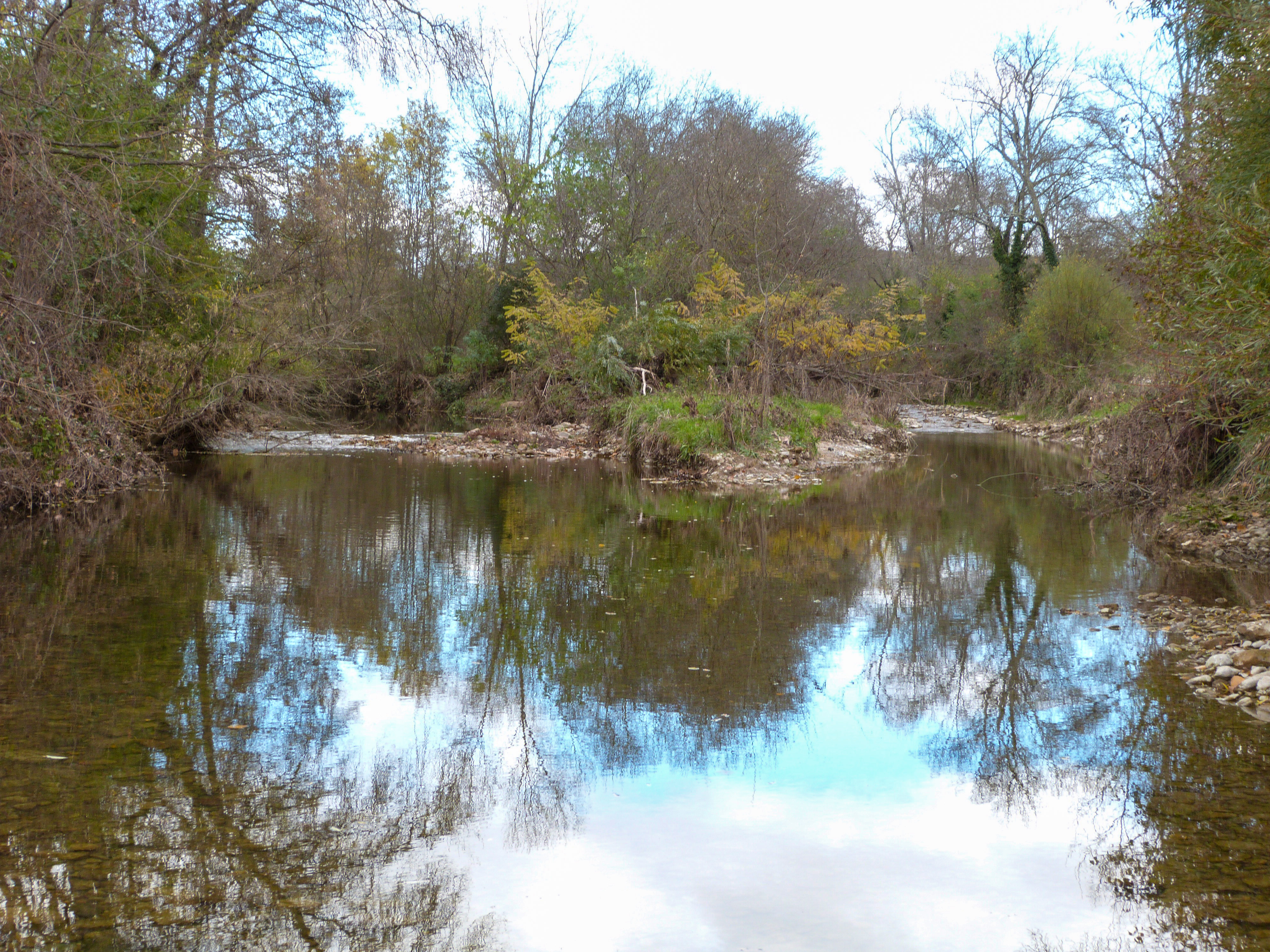
La confluence entre la Lande et le ruisseau des Alobres à Uzer.